# Василсурск
Василсурск (на руски: Васильсурск) е селище от градски тип в Нижегородска област, Русия, с население от 1051 души 2017). Включено е в списъка на историческите градове на Русия.
Разположен е край устието на река Сура при нейното вливане във Волга, на 125 километра източно по права линия от областния център гр. Нижни Новгород. Името на селището на марийски език е Шу́рдӹнг, което в превод означава „Устие на Сура“.
Близо до градчето е построен изследователският комплекс „Сура“ през 1981 г.

## История
Василий Шуйски, приближен на руския император Василий III, основава крепостта Василсурск в негова чест по време на похода си към Казан. Това е и първото споменаване на селището, датиращо от 1523 г. Самият император създава там панаир, забранявайки на търговците си да посещават казанския панаир.